# Джексон, Хиорхио
Кеннет Хиорхио Джексон Драго (Джорджио Джексон, исп. Kenneth Giorgio Jackson Drago; родился 6 февраля 1987 года) — чилийский инженер, общественный и политический деятель, занимавший пост министра социального развития и семьи Чили с 6 сентября 2022 года по 11 августа 2023 года. До этого с марта по сентябрь 2022 года возглавлял Генеральный секретариат президента Габриэля Борича, ранее своего соратника по студенческому движению.
Он является основателем и первым депутатом Конгресса от политической партии «Демократическая революция», получившим наибольшее количество личных голосов на выборах в нижнюю палату в 2017 году. Вместе с Боричем и Камилой Вальехо он был одним из лидеров студенческих протестов 2011 года. Участвовал в создании чилийской левой коалиции Широкий фронт и выдвижении кандидатуры Беатрис Санчес на пост президента.
После протестов 2011 года Джексон и другие общественные активисты и студенческие лидеры призвали к созданию политического движения, которое в итоге стало партией «Демократическая революция». На парламентских выборах 2013 года он был избран депутатом от округа Сантьяго-Чентро. На парламентских выборах 2017 года он был избран депутатом от нового округа 10, в который входят коммуны Ньюоа, Провиденсия, Сантьяго, Макуль, Сан-Хоакин, Ла-Гранха. Первоначально сохранял высокие рейтинги поддержки в опросах общественного мнения, однако за время его пребывания на посту министра в правительстве президента Габриэля Борича опрос Criteria показал снижение рейтинга одобрения Джексона с 48 % в марте 2022 года до 37 % в сентябре того же года.

## Биография

### Ранние годы

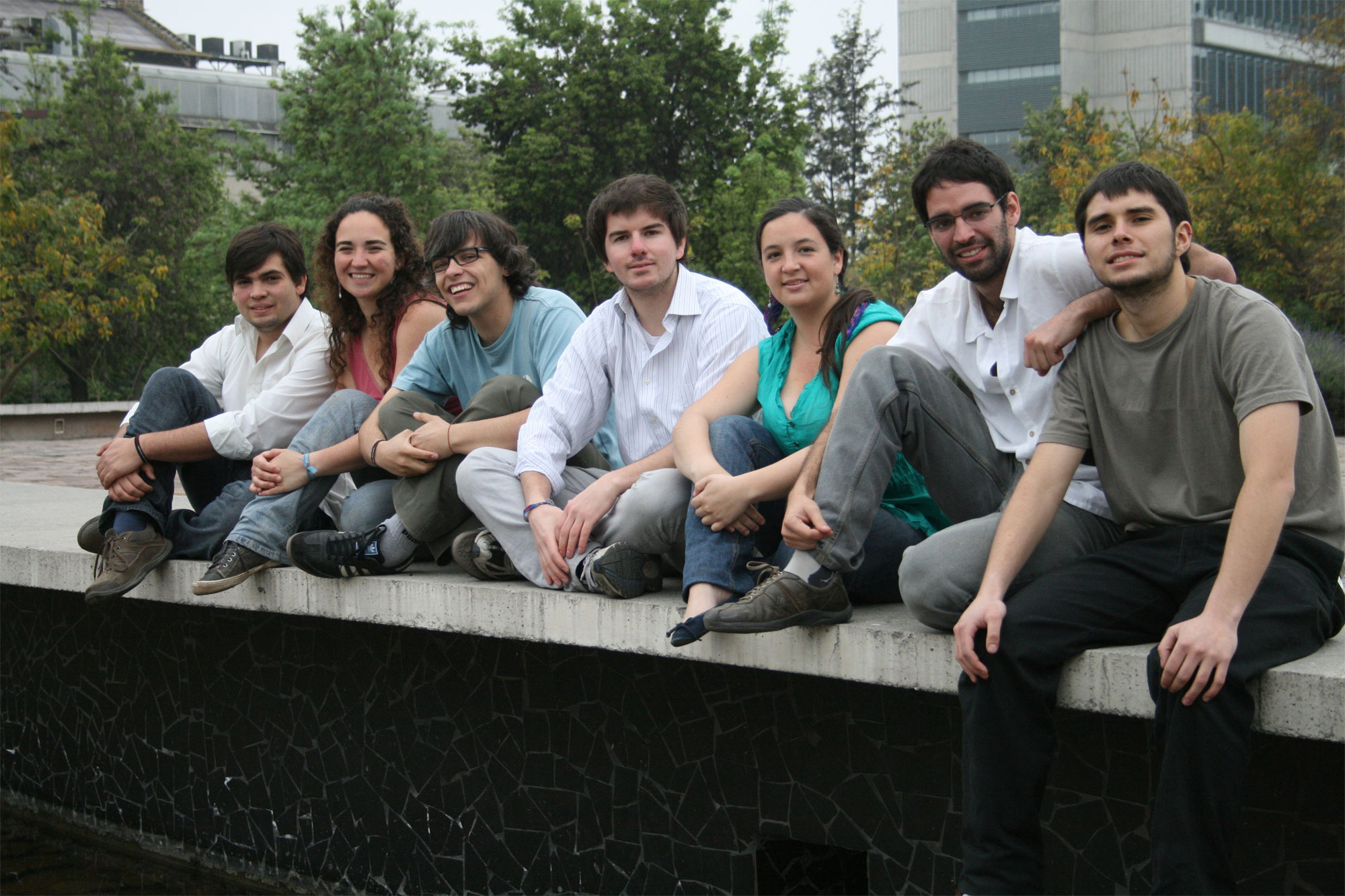
Джексон с другими членами руководящего совета студенческой федерации FEUC 2010—2011 годов.

Джексон родился в Винья-дель-Мар, Чили, 6 февраля 1987 года в семье Кеннета Пола Джексона Салинаса и Кармен Глории Элизы Драго Кабальеро. Джексон учился в частной школе Deutsche Schule Sankt Thomas Morus, расположенной в коммуне Провиденсия в Сантьяго.
На третьем году обучения в средней школе Джексон начал участвовать в качестве волонтёра в организации Un Techo para Chile, в которой проработал шесть лет. В подростковом возрасте он играл в волейбол и был членом национальной детской сборной в 2004 году и юношеской сборной в 2006 году.
В 2004 году он начал изучать гражданское промышленное строительство со специализацией в области информационных технологий в Папском католическом университете Чили, который окончил в 2013 году. В 2009 году он принял участие в создании Центра студентов и рабочих Католического университета (CET), инициатива которого возникла в движении «Новое университетское действие» (NAU). Он был генеральным координатором CET в 2009—2010 годах.

### Политическая карьера

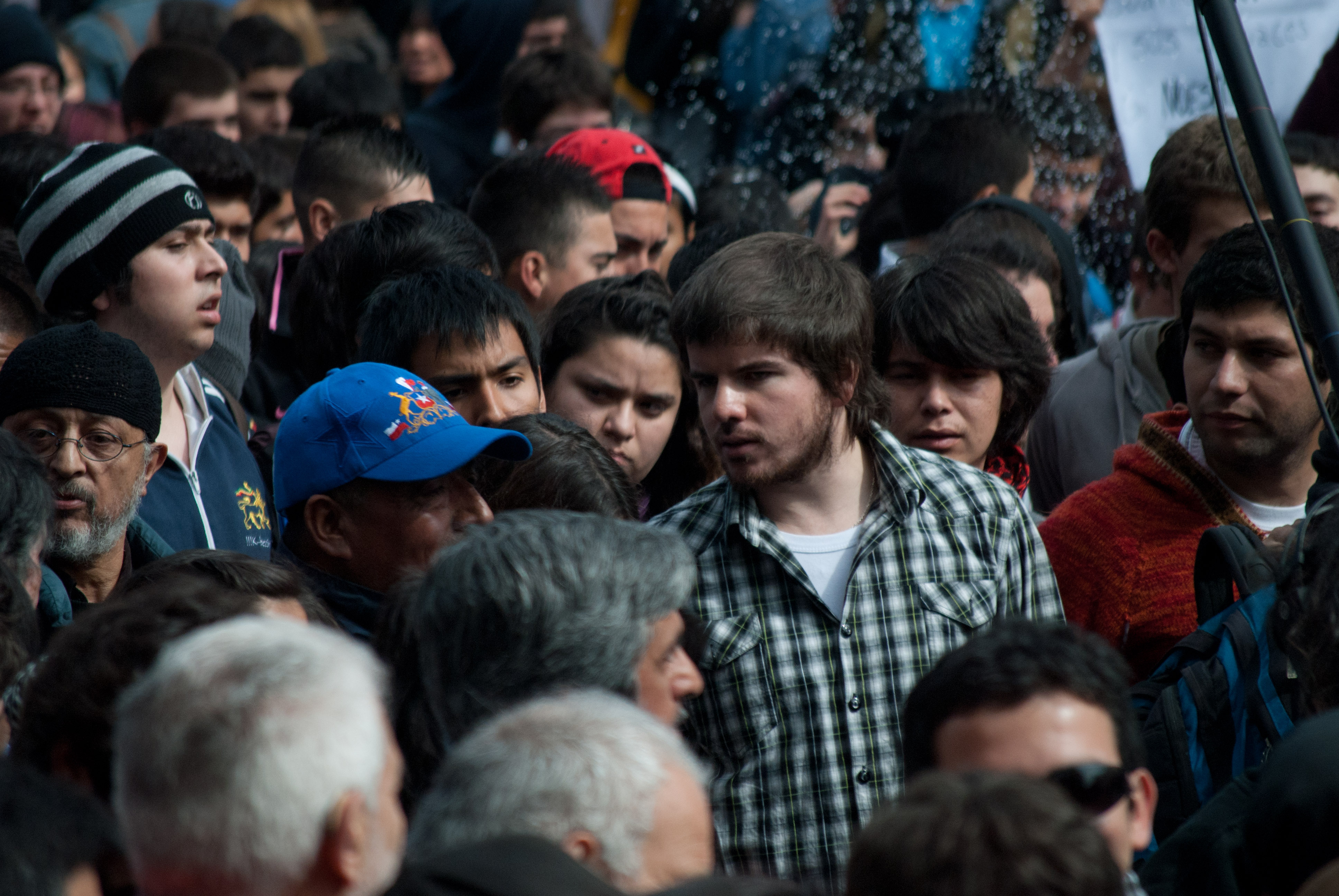
Джексон на студенческом марше.

В 2008 году Джексон присоединился к левоцентристскому студенческому движению «Новое университетское действие». Будучи президентом Студенческой федерации Католического университета, он был одним из главных лидеров студенческого движения в 2011 году наряду с президентом Студенческой федерации Чилийского университета Камилой Вальехо и президентом Федерации студентов Университета Сантьяго-де-Чили Камило Бальестеросом. Будучи представителем Конфедерации студентов Чили (Confech), Джексон был одним из наиболее критически настроенных к правому правительству Себастьяна Пиньеры студенческих активистов.

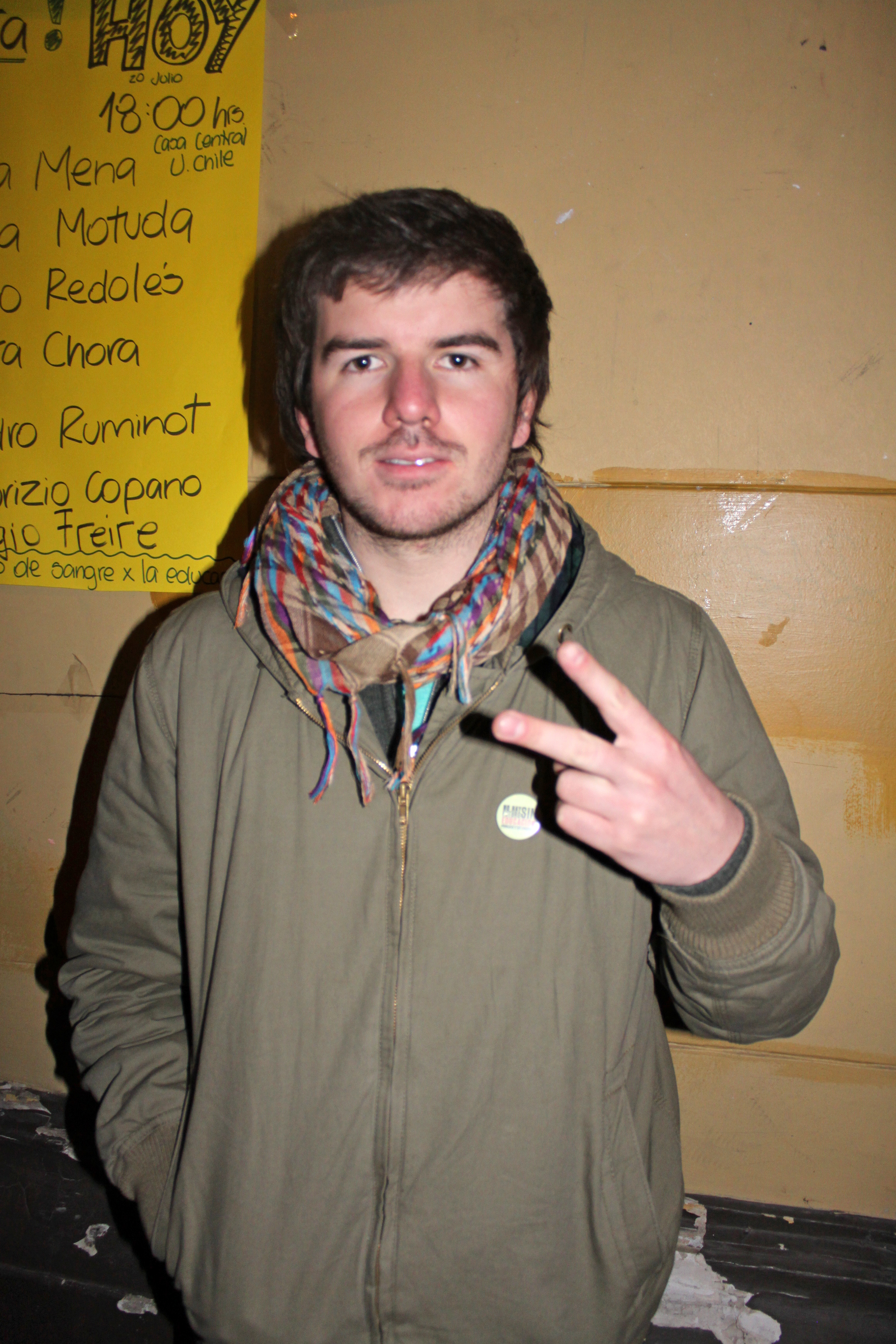
Джексон в студенческие годы

Джексон принимал участие в различных официальных встречах, одна из самых важных из которых состоялась перед Комиссией по образованию Сената Чили, где он отстаивал «моральный императив, согласно которому государство должно быть гарантом прав, а не потребительских товаров». Вместе с Камилой Вальехо и Франсиско Фигероа он также совершил поездку в Европу, где они выступили в организации ООН по вопросам образования, науки и культуры (ЮНЕСКО).
Во время протестов 2011 года Джексон избегал упоминаний о будущей политической карьере, заявляя, что это не входит в его ближайшие планы. Однако 7 января 2012 года он инициировал политическое движение под названием «Демократическая революция».
В декабре 2012 года он объявил, что будет баллотироваться в депутаты от Сантьяго на парламентских выборах 2013 года. Хотя он баллотировался как независимый кандидат, его поддержали левоцентристские партии коалиции «Новое большинство», которые решили не выдвигать кандидатов в этом округе. Кампания Джексона финансировалась исключительно за счёт своих сторонников, исключив корпоративные и анонимные пожертвования.

17 ноября он был избран депутатом, набрав 48,17 % голосов избирателей своего округа. Джексон — один из четырёх студенческих лидеров, избранных депутатами на этих выборах, наряду с Камилой Вальехо, Габриэлем Боричем и Кароль Кариолой. 21 ноября он от имени партии «Демократическая революция» заявил о своей поддержке кандидатуры Мишель Бачелет на президентских выборах.

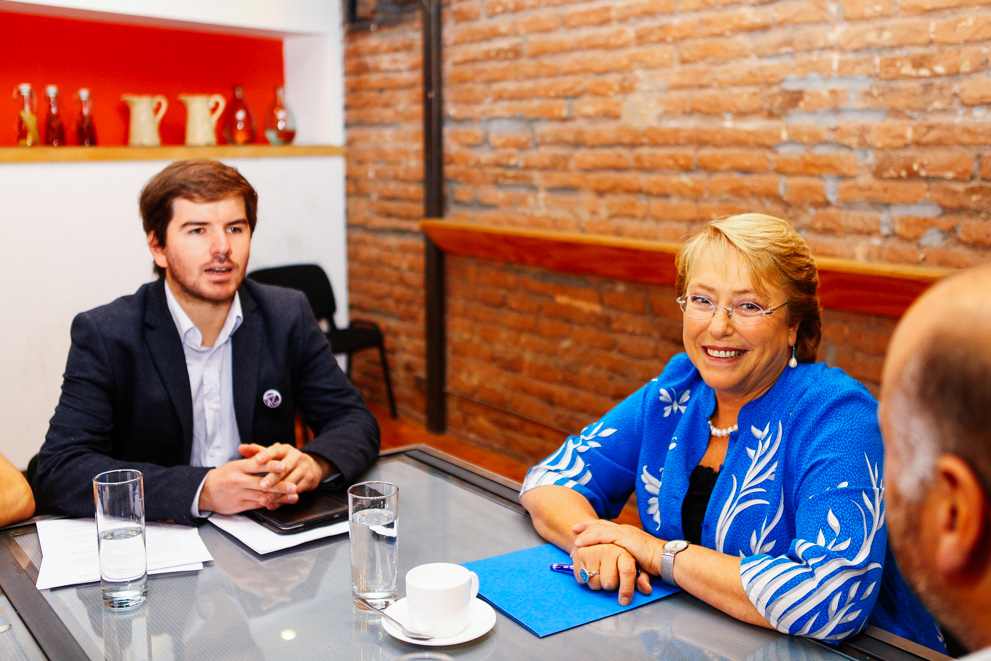
Джексон и Мишель Бачелет

### Депутатство иШирокий фронт

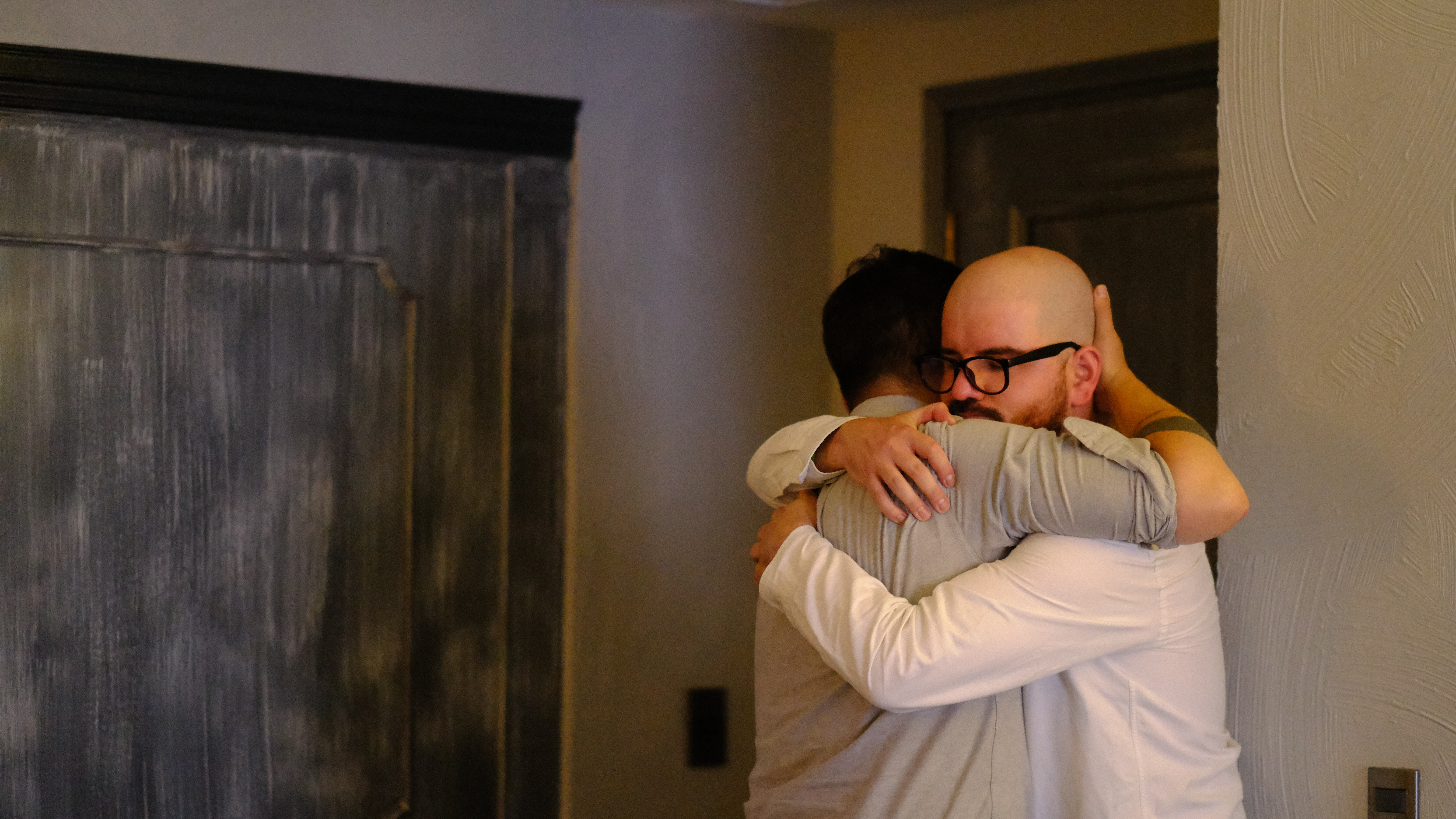
Джексон празднует с Габриэлем Боричем победу на выборах президента Чили в 2021 году.

Джексон вступил в должность заместителя 11 марта 2014 года. В Конгрессе он входил в состав постоянных комиссий по образованию. Он также принимал участие в работе Комиссии по безопасности граждан, руководя созданием комиссии по расследованию роли полиции в наиболее уязвимых секторах страны. 
Начиная с 2016 года Джексон принимал участие в создании «Широкого фронта» — коалиции различных левых политических сил и гражданских движений, которая была создана для парламентских и президентских выборов 2017 года и поддерживала кандидатуру Беатрис Санчес на пост президента.
На выборах 19 ноября 2017 года Джексон сохранил своё депутатское место, набрав наибольшее количество голосов среди всех депутатов. Он неоднократно заявлял, что не будет баллотироваться на третий срок.
Джексон был главой президентской избирательной кампании Габриэля Борича 2021 года. После победы Борича Джексон упоминался в качестве возможного кандидата в министры внутренних дел и общественной безопасности в будущем кабинете избранного нпрезидента. 21 января 2022 года он был назначен министром-генеральным секретарем президента, вступив в должность 11 марта.
6 сентября 2022 года он покидает министерство Генерального секретариата президента Чили после первой смены кабинета президента Габриэля Борича. Однако он остаётся в правительстве, заняв должность министра социального развития и семьи,  с которой подал в отставку на фоне скандала 11 августа 2023 года.